# عقداء شرقية
العَقداء الشرقية نوع نباتي يتبع جنس العَقداء من الفصيلة السفندرية.